# Kleinschnittger
Die Kleinschnittgerwerke GmbH im westfälischen Arnsberg war eine Gesellschaft zur Herstellung von Automobilen, die der Konstrukteur Paul Kleinschnittger und als Geldgeber der Hamburger Kaufmann Walter Lembke 1949 gründeten.

## Vorgeschichte
Bereits 1939 hatte Kleinschnittger in Ladelund im damaligen Kreis Südtondern in Schleswig-Holstein mit Entwicklungsarbeiten für ein Automobil begonnen und ein Fahrgestell hergestellt, das im Wesentlichen aus alten Flugzeugteilen bestand. Während des Zweiten Weltkriegs ruhte die Entwicklung, aber schon Ende der 1940er-Jahre war ein erster Prototyp fertig. Die Kotflügel stammten von einem Motorrad und die Windschutzscheibe aus Plexiglas aus einem alten Militärflugzeug. Der Prototyp hatte einen 98-cm³-DKW-Motor im Heck. Trotz einiger Sicherheitsmängel wie nur einem Scheinwerfer und fehlenden Winkern erhielt das Kleinstfahrzeug die Betriebserlaubnis des Straßenverkehrsamtes in Niebüll.
Das Auto erregte Aufmerksamkeit, und der Kaufmann Walter Lembke vereinbarte mit Kleinschnittger die Serienfertigung. Voraussetzung für die Produktion war ein geeignetes Betriebsgelände in der Nähe wichtiger Zulieferer. Das Sauerland mit seinen zahlreichen metall- und eisenindustriellen Betrieben und seiner Nähe zum Ruhrgebiet, das auch als Absatzmarkt interessant war, schien geeignet. Kleinschnittger verhandelte mit den Nachbarstädten Neheim und Arnsberg. Während es in Neheim Fachkräfte aus dem Umfeld des Motorradherstellers Ruhrtal-Motorradwerke gab, konnte die Stadt Arnsberg mit einem 10.000 Quadratmeter großen Industriegelände aufwarten. Das Unternehmen entschied sich für das Angebot Arnsbergs und beschäftigte bald 50 Mitarbeiter. Bereits Ende des Jahres 1949 wurde in der Presse ein „Volkswagen aus dem Sauerland“ angekündigt. Kurz nach Beginn der Serienfertigung des Kleinschnittger F 125 schied der anfängliche Geldgeber Lembke im Mai 1950 aus dem Unternehmen aus und wurde mit einem Kredit von Kleinschnittgers Hausbank ausbezahlt.

## Serienfertigung des F 125
Da der Typ 98 für eine Serienproduktion nicht geeignet war, entwarf Kleinschnittger innerhalb weniger Monate ein fast gänzlich neues Fahrzeug, den Kleinschnittger F 125. Dessen Karosserie bestand nicht mehr aus Stahlblech, sondern aus Aluminium, und wurde auf einen leichten Zentralrohrrahmen gesetzt. Auch auf eine relativ schwere Starterbatterie wurde verzichtet; stattdessen wurde der Motor mit einem Seilzug gestartet (ähnlich einem Rasenmäher). Dank dieser Materialwahl und Konstruktion wog er nur 150 Kilogramm. Der Kleinwagen erhielt einen Einzylinder-Zweitaktmotor mit 122 cm³ Hubraum von den ILO-Motorenwerken in Pinneberg und Frontantrieb. Mit zuletzt 6 PS Höchstleistung erreichte der Wagen eine Höchstgeschwindigkeit von 70 km/h.
Der Motor war vorne eingebaut, und der Verbrauch lag bei knapp 3 Litern pro 100 Kilometer. Der Wagen hatte ein Dreiganggetriebe mit Ratschen-Lenkradschaltung, jedoch keinen Rückwärtsgang. Er war so leicht, dass er zum Wenden einfach hinten angehoben und herumgedreht werden konnte. Platz war für zwei Erwachsene. Türen hatte der Kleinschnittger nicht; stattdessen waren die Seitenwände weit ausgeschnitten. Außerdem gab es nur ein Notverdeck.

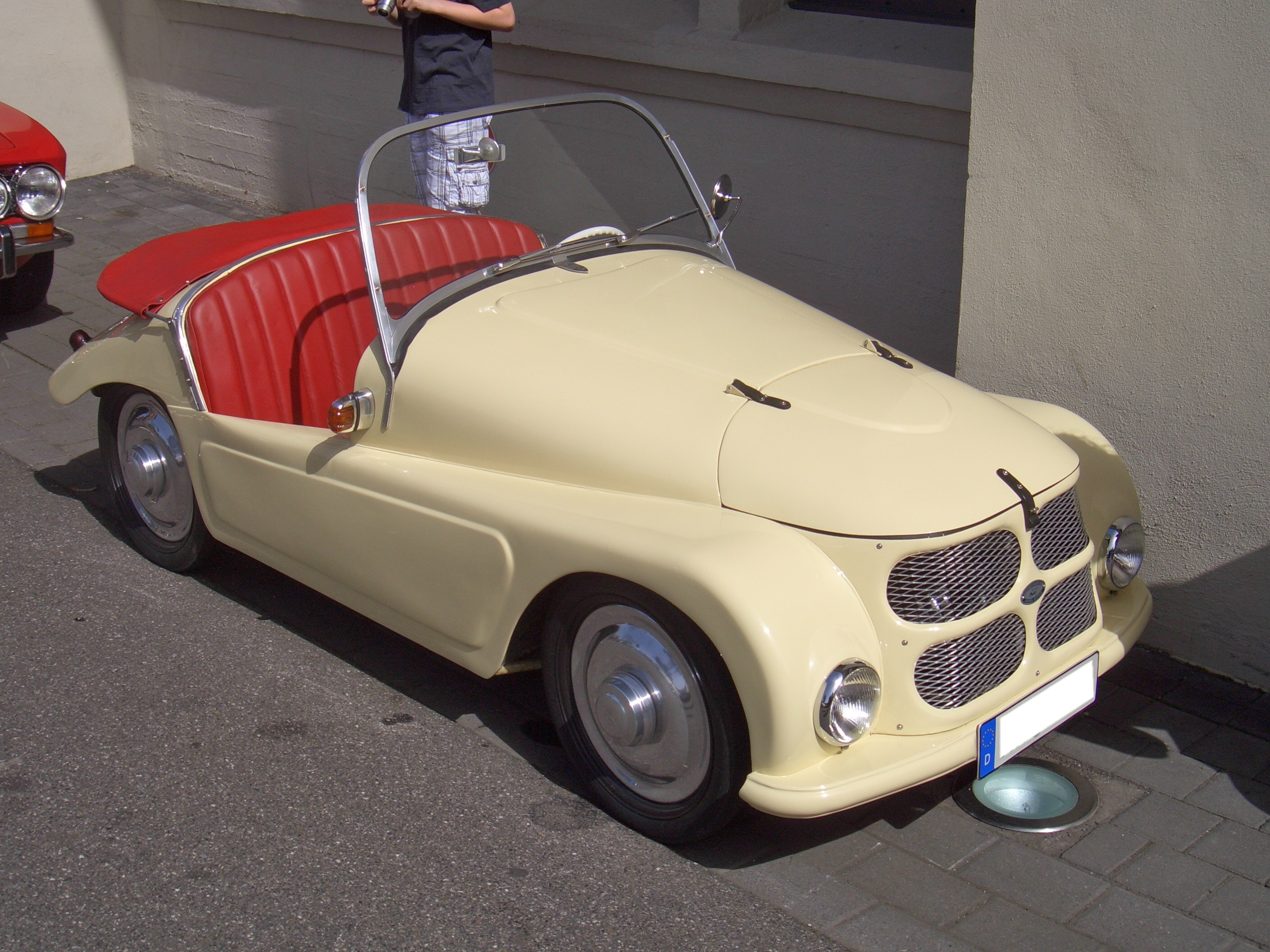
Der F 125
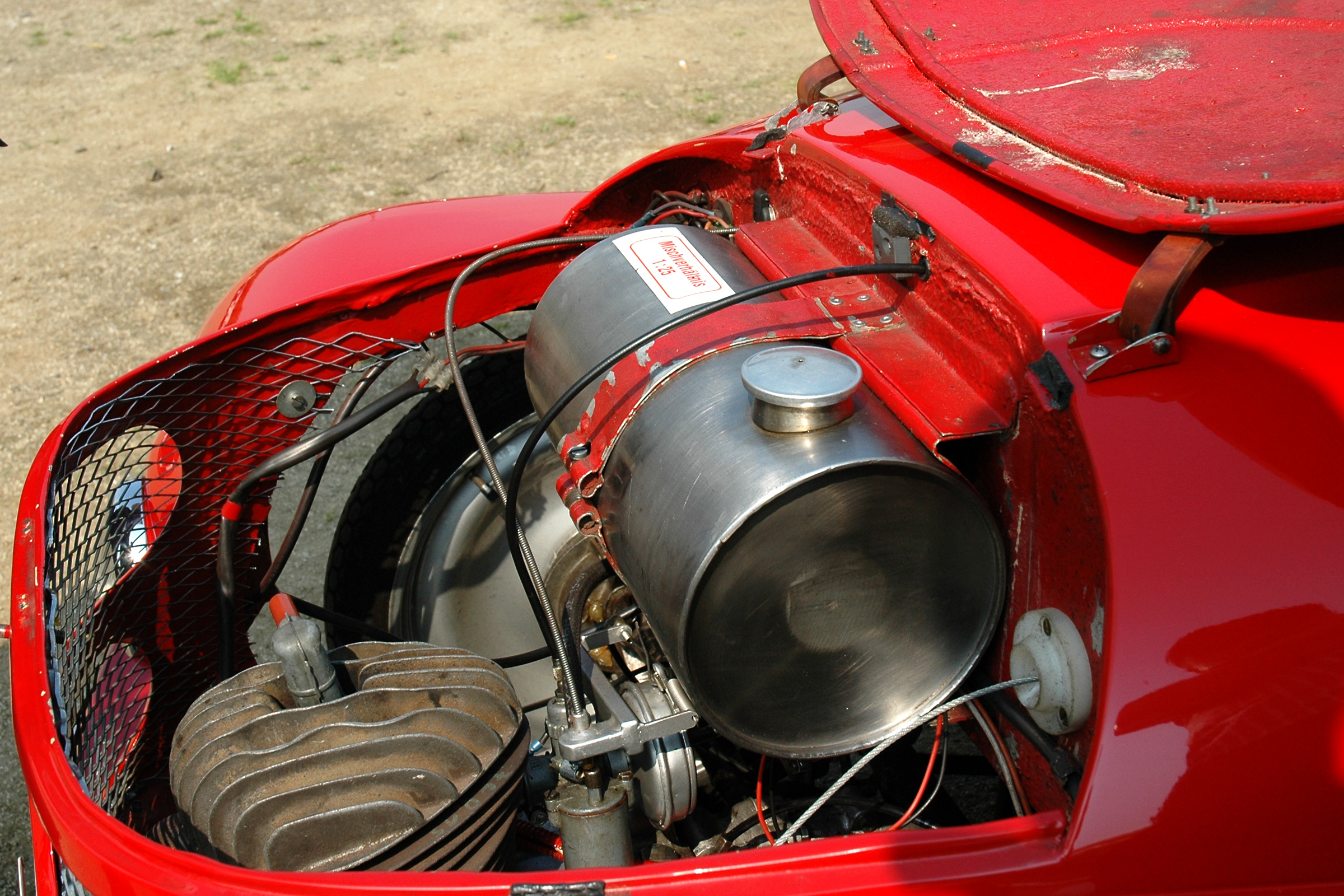
Motor und Tank des F 125
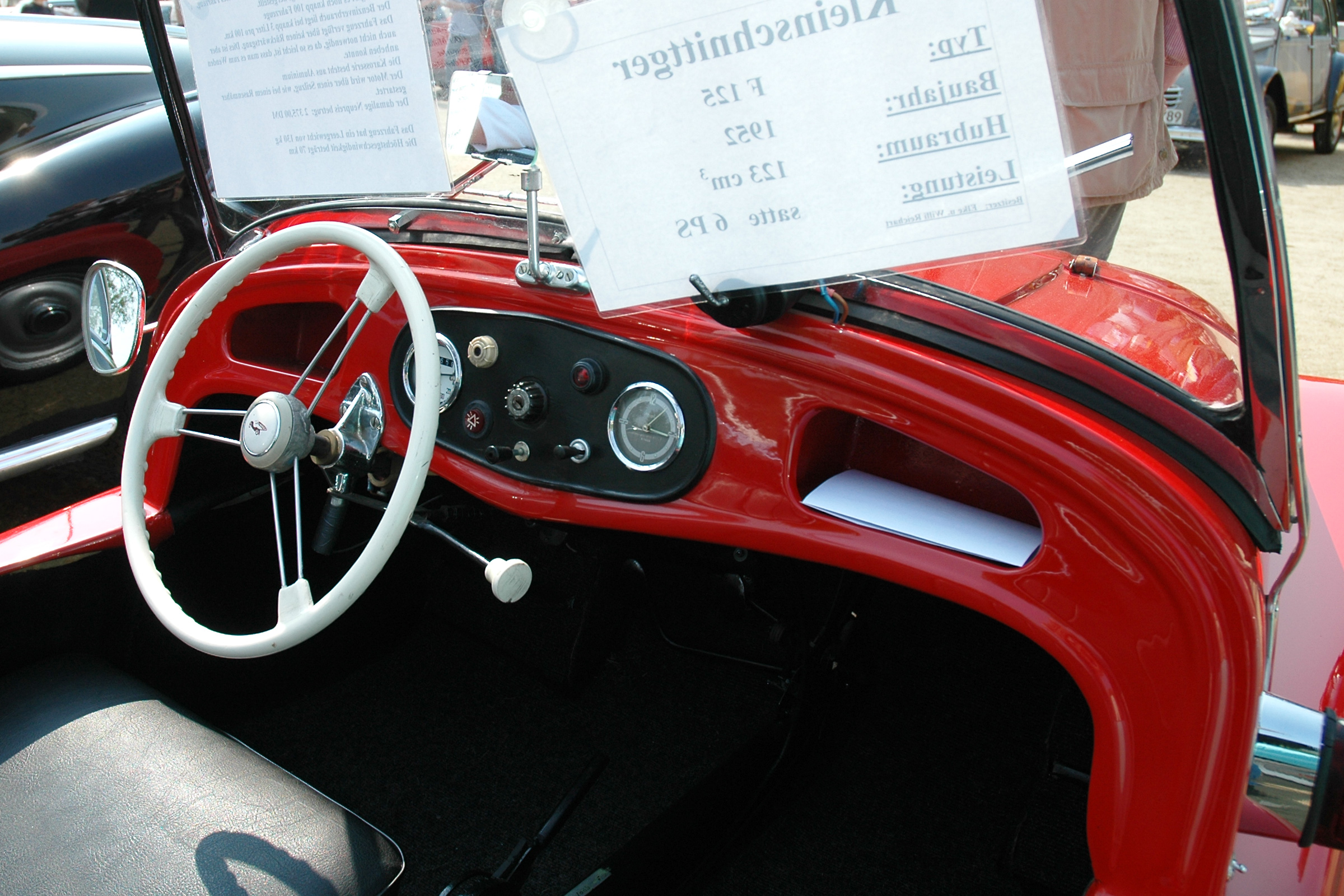
Innenraum (serienmäßig war ein Schalthebel nahe dem Lenkrad statt der Mittelschaltung)
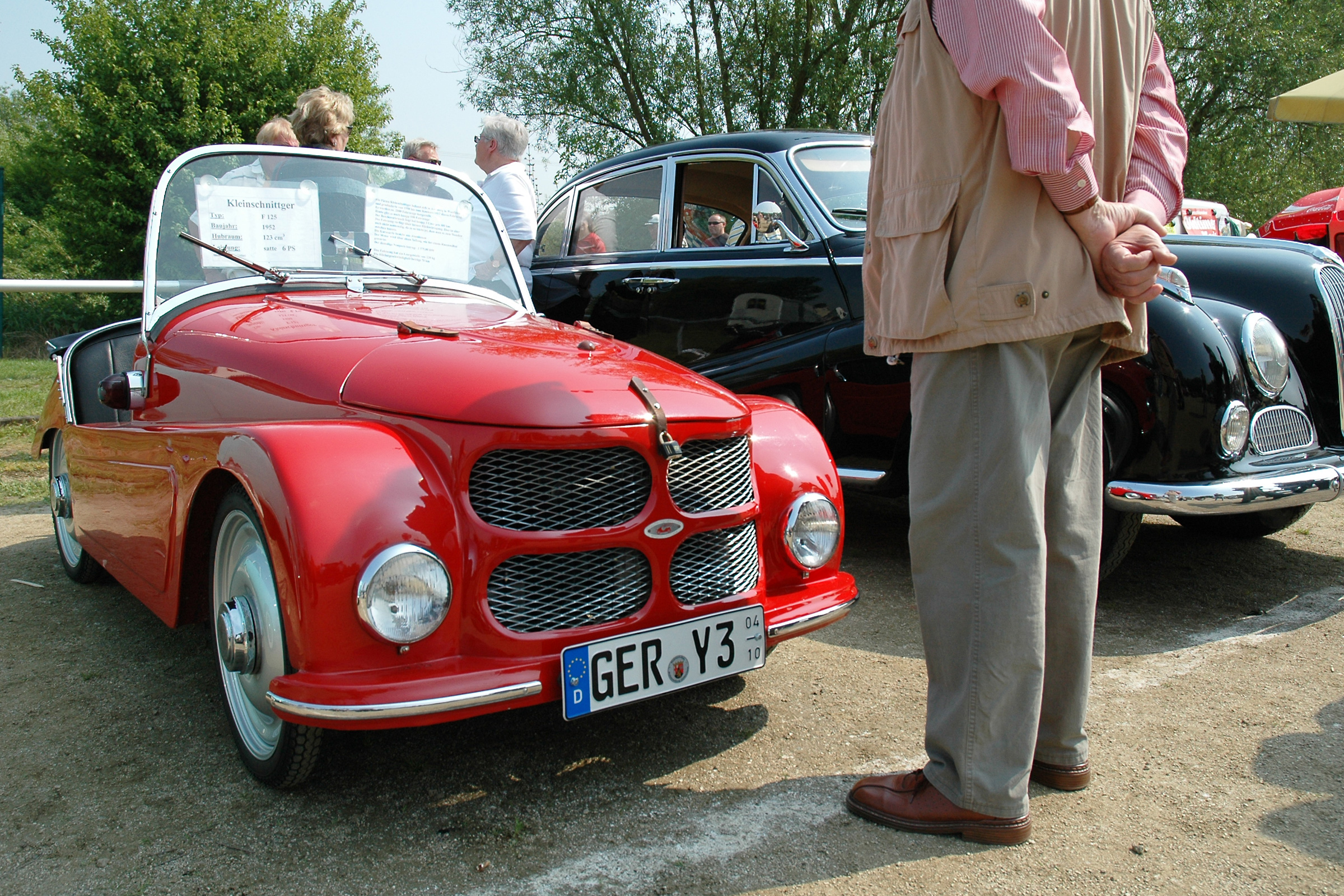
Größenvergleich
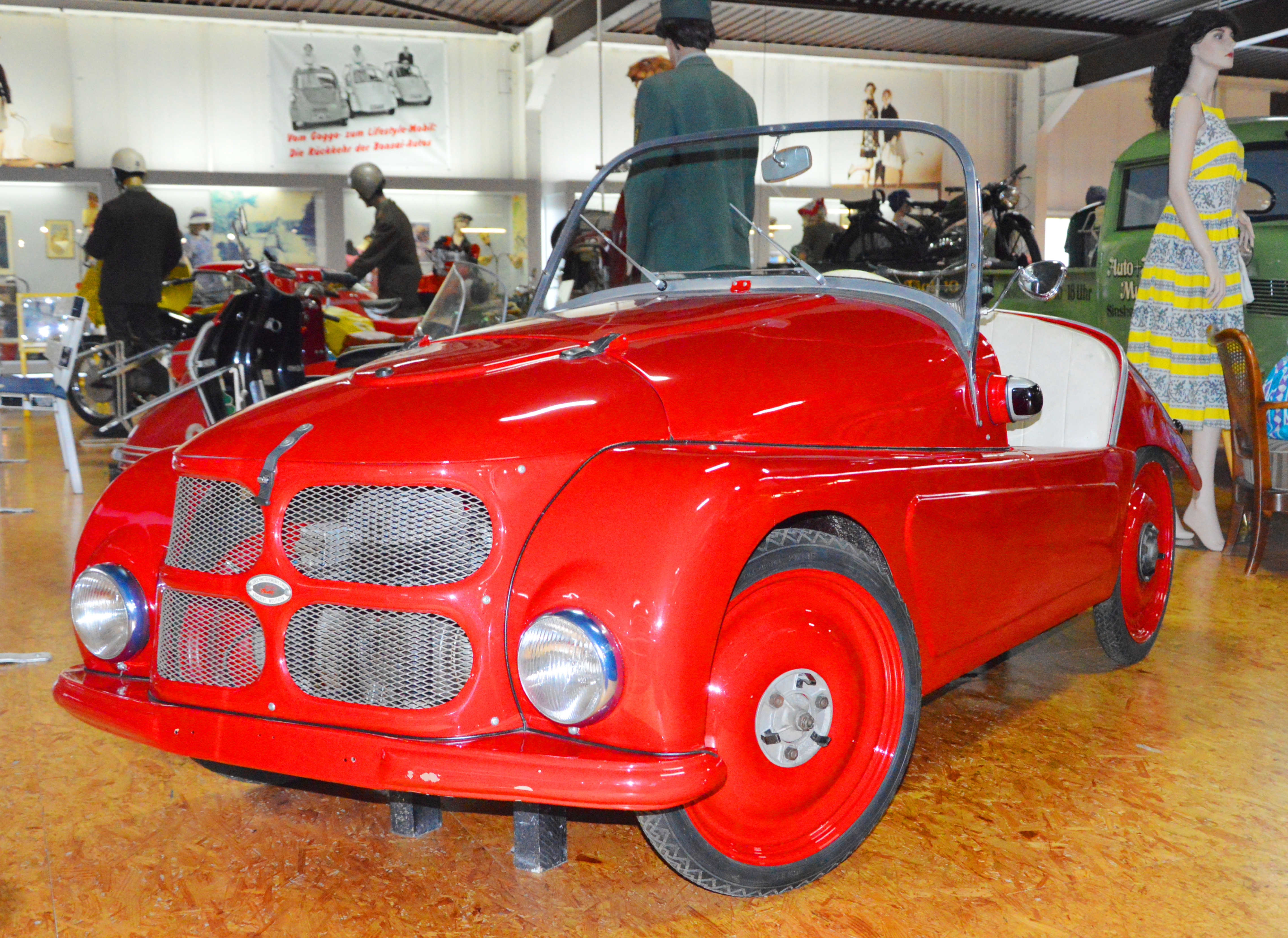
Der F 125 im Museum
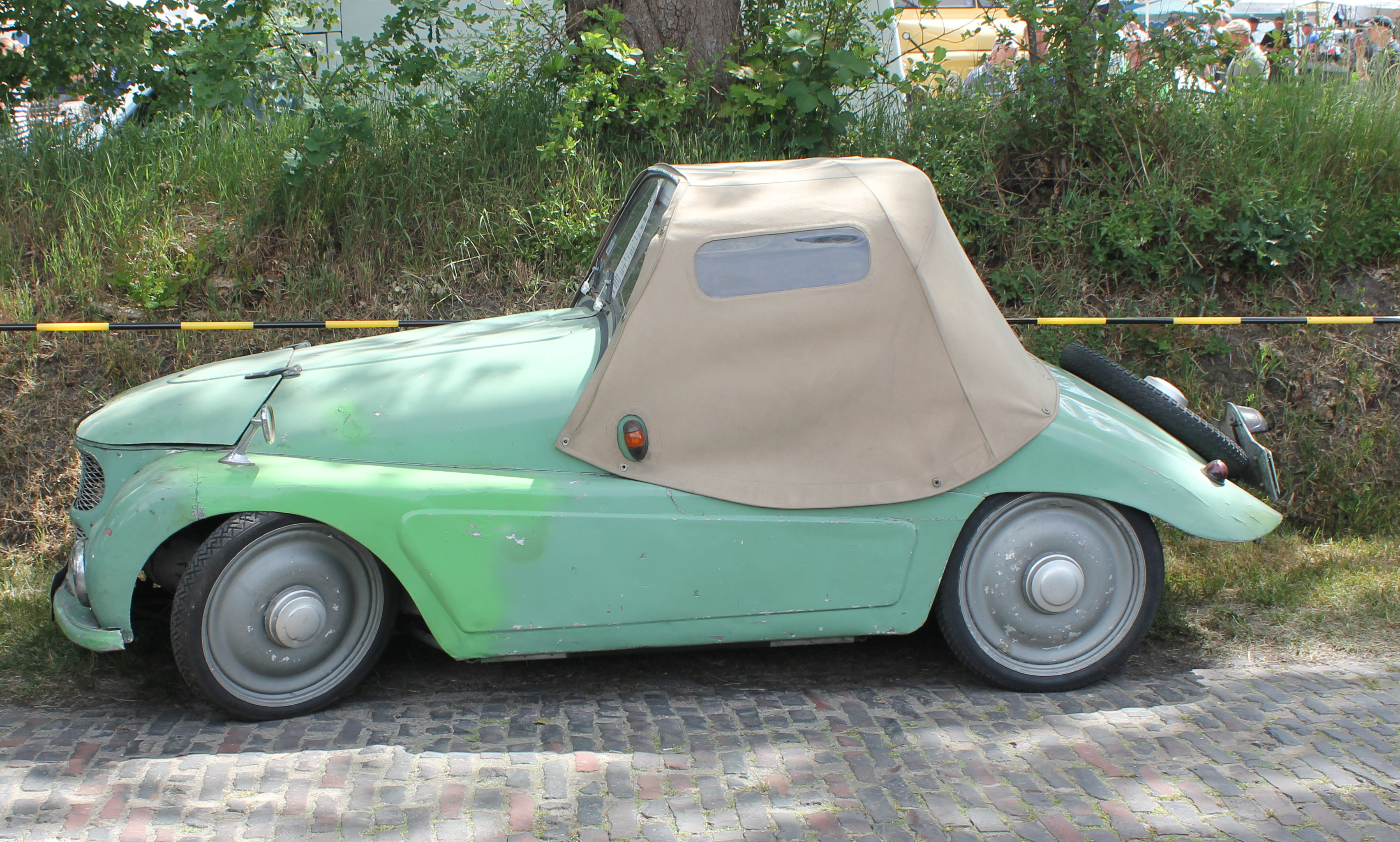
Kleinschnittger F 125 I Baujahr 1953 mit Verdeck

Im April 1950 wurden die ersten Fahrzeuge ausgeliefert. Durchschnittlich wurden pro Monat etwa 50 Exemplare gefertigt. Es gibt ein Foto, demzufolge auszuliefernde Fahrzeuge mit bis zu 15 Stück an eine Fiat-Limousine angehängt von der Fabrik zum Bahnhof geschleppt wurden – möglicherweise eine einmalige Aktion, um Aufmerksamkeit zu wecken. Der Preis lag bei etwa 2300 D-Mark Selbst aus dem Ausland kamen Anfragen. Bis 1957 entstanden je nach Quelle 1992 oder 2980 Kleinschnittger F 125.
1950 wurden in Deutschland 181 Fahrzeuge neu zugelassen. In den drei Folgejahren waren es 242, 331 und 510 Fahrzeuge. Für 1954 sind noch 373 Fahrzeuge überliefert.
Den letzten Typ 125 baute Kleinschnittger 1961 aus Ersatzteilen zusammen.

## Entwicklung weiterer Modelle
Es gab Versuche, neue Fahrzeuge zu entwickeln. So entstanden Prototypen mit Monoposto-Karosserie. Bei einigen Rennen konnten sie sich auf vorderen Plätzen platzieren.

### Motorroller
Kleinschnittger stellte auch 27 Exemplare eines Motorrollers R 50 Conny mit patentierter „regelbarer“ Gummiband-Abfederung und 50-cm³-Zweitaktmotor von ILO her, der 2 PS leistete. Dieser Kleinroller hatte ein Leergewicht von 48 kg und keine Pedale und fiel somit nicht mehr unter die Vergünstigungen der damaligen Mopeds in Westdeutschland (führerschein- und zulassungsfrei); um hierfür einen Ausgleich zu schaffen, wurde die bauartbedingte Höchstgeschwindigkeit mit 60 km/h angegeben, was eine Benutzung der Autobahn ermöglichte.

### 250er-Modelle
Die Kleinstwagen genügten den Ansprüchen der Nachkriegsgesellschaft, doch schon in den 1950er-Jahren stiegen als Folge des „Wirtschaftswunders“ die Ansprüche des Publikums. Paul Kleinschnittger plante daher den Bau eines größeren Fahrzeugs mit mehr Komfort und höherer Leistung. Als Unikat ließ er 1954 für Repräsentationszwecke und Familienausflüge ein Cabrio mit 250 cm³ Hubraum und 15 PS herstellen. Im selben Jahr begann die Entwicklung eines größeren Modells für die Serienherstellung. Die Produktion des F 125 mit Frontantrieb wurde 1957 eingestellt.
Seit 1955 stellte Kleinschnittger mehrere 250er-Prototypen vor, zum Teil mit folgenden Merkmalen: selbsttragende Stahlkarosserie, Mittellenkung, neuartige Gummifederung mit Schwingungsdämpfer, Gummi-Motoraufhängung (Silentblocs), relativ große Räder (4.40 × 11). In (Klein-)Serie ging 1956/57 nur der zweisitzige F 250 Super in Schalenbauweise, die auf Egon Brütsch zurückgeht. Der Wagen hatte – wie auch die Prototypen F 250 S, F 250 Spezial und F 250 C – einen 250-cm³-Parallelzweizylinder-Zweitaktmotor von ILO, der bei einer Drehzahl von 6000/min 14,8 PS leistete. Ein Mangel dieses Motors war die unzureichende Wärmeabfuhr. Das Modell hatte im Gegensatz zum F 125 einen Rückwärtsgang. Der erhoffte Erfolg blieb aus, nur 26 Fahrzeuge wurden produziert.

## Konkurs
Das Unternehmen geriet rasch in die Krise und im August 1957 in den Konkurs. Dank Rückkauf aus der Konkursmasse konnte Kleinschnittger noch lange Ersatzteile liefern.